# Mount Sterling (Wisconsin)
Mount Sterling é uma vila localizada no estado norte-americano de Wisconsin, no Condado de Crawford.

## Demografia
Segundo o censo norte-americano de 2000, a sua população era de 215 habitantes.
Em 2006, foi estimada uma população de 198, um decréscimo de 17 (-7.9%).

## Geografia
De acordo com o United States Census Bureau tem uma área de
3,7 km², dos quais 3,7 km² cobertos por terra e 0,0 km² cobertos por água. Mount Sterling localiza-se a aproximadamente 382 m acima do nível do mar.

## Localidades na vizinhança
O diagrama seguinte representa as localidades num raio de 16 km ao redor de Mount Sterling.